# Monts (Oise)
Pour les articles homonymes, voir Monts.
Monts est une commune française située dans le département de l'Oise en région Hauts-de-France.

## Géographie

### Localisation
Monts est un village de l'Oise, situé près de sa limite avec le Val-d'Oise, et à la limite entre le Pays de Thelle et le Vexin Français, à 9km à  vol d'oiseau à  l'ouest de Méru, 49 km au nord-ouest de Paris, 20 km au nord de Pontoise, 11 km au sud-est de Chaumont-en-Vexin et 18 km de Gisors et 24 km au sud de Beauvais.
La commune se trouve dans l'aire d'attraction de Paris, dans la zone d'emploi de Beauvais et dans le bassin de vie de Méru.

### Communes limitrophes
Les communes limitrophes sont  Ivry-le-Temple, Monneville et Neuville-Bosc.
|            | Ivry-le-Temple |               |
| Monneville | Monts          |               |
|            |                | Neuville-Bosc |

### Géologie et relief
La superficie de la commune est de 3,67 km2 ; son altitude varie de 72  à   144 mètres. 
Elle se trouve aux abords des buttes de Rosne, une butte-témoin en forme d'équerre d'environ quatre kilomètres de longueur. Ce sont les buttes les plus élevées du plateau du Vexin

### Hydrographie

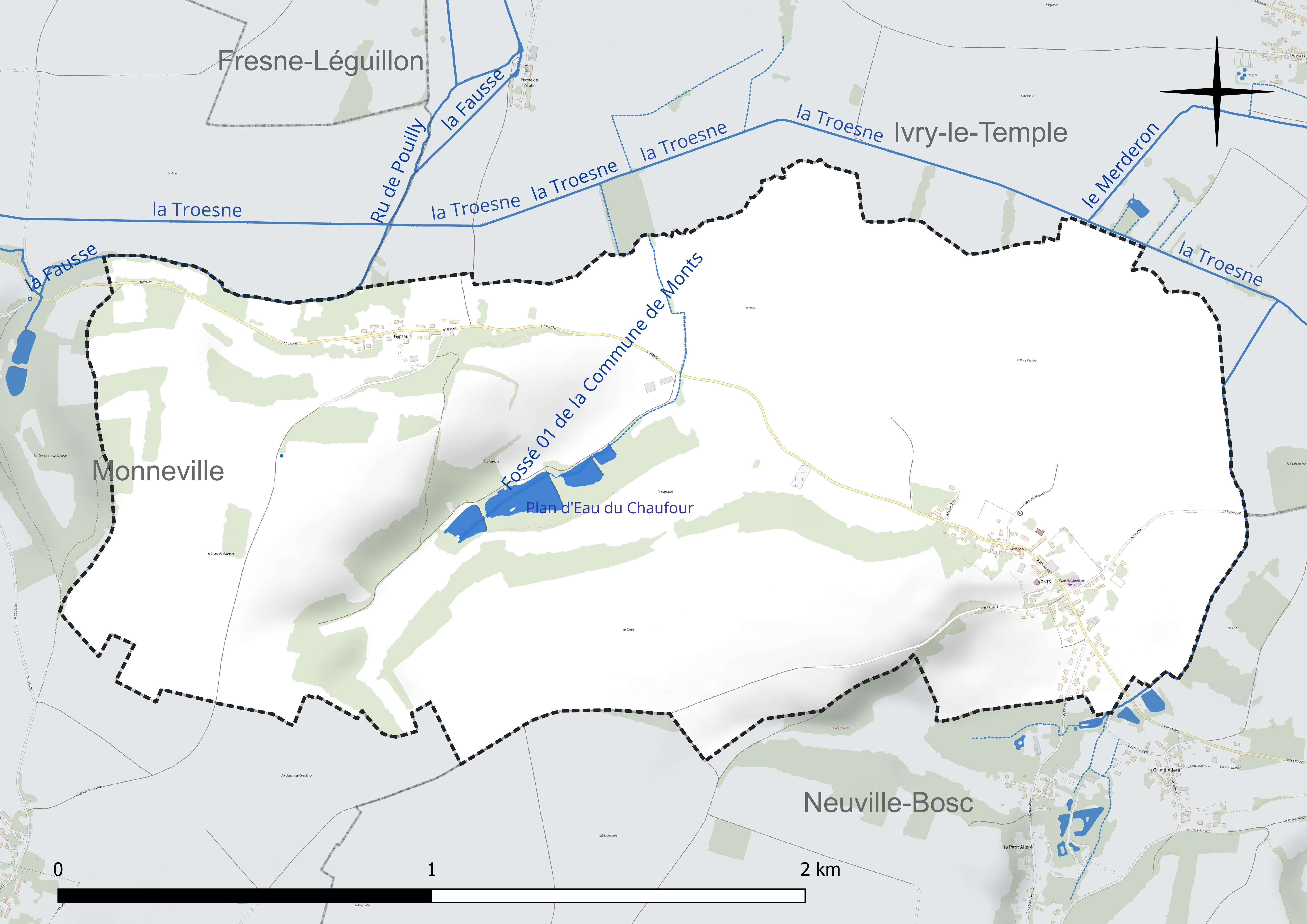
Réseau hydrographique de Monts.

La commune est située dans le bassin Seine-Normandie. 
Elle est drainée par la Fausse et le fossé 01 de la commune de Monts,, et est tangentée au nord par la Troesne (ou canal de Macquemont).
Une succession de plans d'eau complète le réseau hydrographique : le Chaufour (1,5 ha),.

### Climat
Pour des articles plus généraux, voir Climat des Hauts-de-France et Climat de l'Oise.
En 2010, le climat de la commune est de type climat océanique dégradé des plaines du Centre et du Nord, selon une étude du CNRS s'appuyant sur une série de données couvrant la période 1971-2000. En 2020, Météo-France publie une typologie des climats de la France métropolitaine dans laquelle la commune est exposée à un climat océanique et est dans la région climatique  Sud-ouest du bassin Parisien, caractérisée par une faible pluviométrie, notamment au printemps (120 à 150 mm) et un hiver froid (3,5 °C). 
Pour la période 1971-2000, la température annuelle moyenne est de 10,9 °C, avec une amplitude thermique annuelle de 14,7 °C. Le cumul annuel moyen de précipitations est de 715 mm, avec 10,7 jours de précipitations en janvier et 7,8 jours en juillet. Pour la période 1991-2020, la température moyenne annuelle observée sur la station météorologique la plus proche, située sur la commune de Jaméricourt à 14 km à vol d'oiseau, est de 11,0 °C et le cumul annuel moyen de précipitations est de 695,7 mm,. Pour l'avenir, les paramètres climatiques de la commune estimés pour 2050 selon différents scénarios d'émission de gaz à effet de serre sont consultables sur un site dédié publié par Météo-France en novembre 2022.

## Urbanisme

### Typologie
Au 1er janvier 2024, Monts est catégorisée commune rurale à habitat dispersé, selon la nouvelle grille communale de densité à sept niveaux définie par l'Insee en 2022.
Elle est située hors unité urbaine. Par ailleurs la commune fait partie de l'aire d'attraction de Paris, dont elle est une commune de la couronne,. 

### Occupation des sols

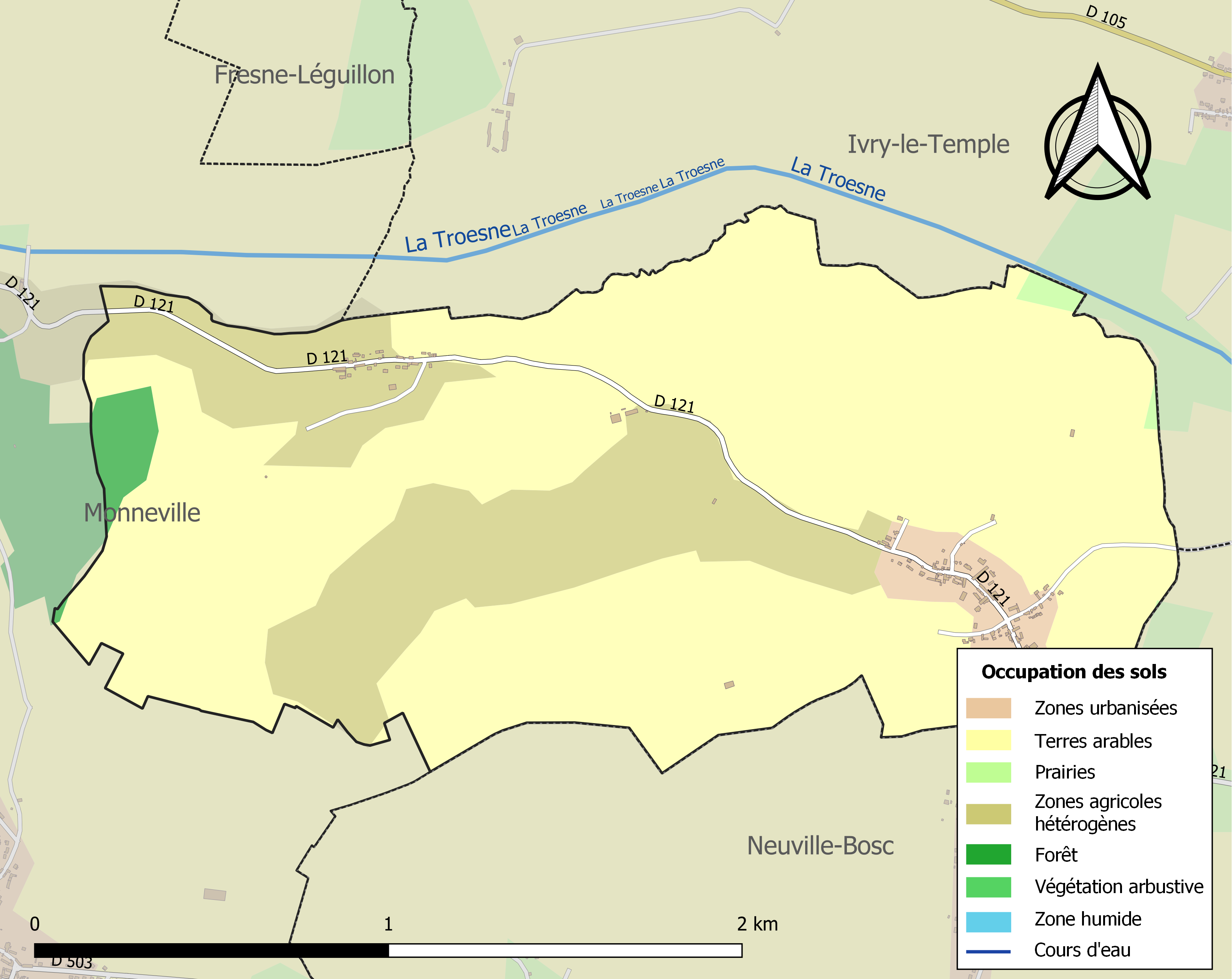
Carte des infrastructures et de l'occupation des sols de la commune en 2018 (CLC).

L'occupation des sols de la commune, telle qu'elle ressort de la base de données européenne d'occupation biophysique des sols Corine Land Cover (CLC), est marquée par l'importance des territoires agricoles (94,4 % en 2018), en diminution par rapport à 1990 (98,2 %). 
La répartition détaillée en 2018 est la suivante :  terres arables (71,4 %), zones agricoles hétérogènes (22,4 %), zones urbanisées (4,3 %), forêts (1,3 %), prairies (0,6 %). 
L'évolution de l'occupation des sols de la commune et de ses infrastructures peut être observée sur les différentes représentations cartographiques du territoire : la carte de Cassini (XVIIIe siècle), la carte d'état-major (1820-1866) et les cartes ou photos aériennes de l'IGN pour la période actuelle (1950 à aujourd'hui).

### Lieux-dits, hameaux et écarts
La commune compte un hameu situé à l'ouest du terrotoire, Gypseuil.

### Habitat et logement
En 2021, le nombre total de logements dans la commune était de 87, alors qu'il était de 86 en 2016 et de 79 en 2011. 
Parmi ces logements, 83,9 % étaient des résidences principales, 5,7 % des résidences secondaires et 10,3 % des logements vacants. Ces logements étaient pour 98,9 % d'entre eux des maisons individuelles et pour 1,1 % des appartements. 
Le tableau ci-dessous présente la typologie des logements à Monts en 2021 en comparaison avec celle de l'Oise et de la France entière. Une caractéristique marquante du parc de logements est ainsi une proportion de résidences secondaires et logements occasionnels (5,7 %) supérieure à celle du département (2,4 %) mais inférieure à celle de la France entière (9,7 %). 
| Typologie                                               | Monts | Oise | France entière |
| ------------------------------------------------------- | ----- | ---- | -------------- |
| Résidences principales (en %)                           | 83,9  | 90,5 | 82,2           |
| Résidences secondaires et logements occasionnels (en %) | 5,7   | 2,4  | 9,7            |
| Logements vacants (en %)                                | 10,3  | 7    | 8,1            |

### Voies de communication et transports
La commune est desservie, en 2023, par les lignes 6112, 6121 et 6131 du réseau interurbain de l'Oise.

## Toponymie
Le nom de la localité est attesté sous les formes de Monte (1206) ; Radulpho de monte (1207) ; Radulfus de Montibus (1208) ; Montes (1211) ; Mons (1260) ; Jehan de Monz (1356) ; « Mons en la chastellerie de Chaumont en Veulguessin » (vers 1400) ; Montz (1583) ; Monts (1840).

Étymologie : du latin mons (montagne). Employé au singulier ou au pluriel, il peut ne désigner qu'une simple colline en pays plat. Montes signifie « les collines ».

Le village est bâti au nord des buttes de Rosne.

## Histoire

### Époque contemporaine
La commune, instituée par la Révolution française à partir des anciennes paroisses, et fugacement réunie à Ivry-le-Temple de 1825 à 1833, recouvre cette année-là son autonomie, tout en intégrant le hameau de Gypsueil, qui relevait jusqu'alors de Neuville-Bosc.
A cette époque, les habitants vivent de l'agriculture, mais on compte des carrières dans la commune.

## Politique et administration

### Rattachements administratifs et électoraux

#### Rattachements administratifs
La commune se trouve dans l'arrondissement de Beauvais du département de l'Oise.  
Elle faisait partie depuis 1801 du canton de Méru. Dans le cadre du redécoupage cantonal de 2014 en France, cette circonscription administrative territoriale a disparu, et le canton n'est plus qu'une circonscription électorale.

#### Rattachements électoraux
Pour les élections départementales, la commune fait partie depuis 2014 du canton de Chaumont-en-Vexin.
Pour l'élection des députés, elle fait partie de la troisième circonscription de l'Oise.

### Intercommunalité
Monts est membre de la communauté de communes des Sablons, un établissement public de coopération intercommunale (EPCI) à fiscalité propre créé en 2000 et auquel la commune a transféré un certain nombre de ses compétences, dans les conditions déterminées par le code général des collectivités territoriales.

### Liste des maires
| Période                                  | Période                       | Identité         | Étiquette | Qualité                                     |
| ---------------------------------------- | ----------------------------- | ---------------- | --------- | ------------------------------------------- |
| Les données manquantes sont à compléter. |                               |                  |           |                                             |
| mars 2001                                | En cours (au 31 octobre 2024) | Didier Bouillant |           | agriculteur Réélu pour le mandat 2020-2026, |

## Population et société

### Démographie

#### Évolution démographique
L'évolution du nombre d'habitants est connue à travers les recensements de la population effectués dans la commune depuis 1793. Pour les communes de moins de 10 000 habitants, une enquête de recensement portant sur toute la population est réalisée tous les cinq ans, les populations de référence des années intermédiaires étant quant à elles estimées par interpolation ou extrapolation. Pour la commune, le premier recensement exhaustif entrant dans le cadre du nouveau dispositif a été réalisé en 2005.

En 2022, la commune comptait 187 habitants, en évolution de +10 % par rapport à 2016 (Oise : +0,87 %, France hors Mayotte : +2,11 %).
| 1793 | 1800 | 1806 | 1821 | 1836 | 1841 | 1846 | 1851 | 1856 |
| ---- | ---- | ---- | ---- | ---- | ---- | ---- | ---- | ---- |
| 145  | 133  | 153  | 119  | 216  | 200  | 196  | 204  | 198  |

| 1861 | 1866 | 1872 | 1876 | 1881 | 1886 | 1891 | 1896 | 1901 |
| ---- | ---- | ---- | ---- | ---- | ---- | ---- | ---- | ---- |
| 198  | 176  | 178  | 192  | 208  | 199  | 192  | 183  | 191  |

| 1906 | 1911 | 1921 | 1926 | 1931 | 1936 | 1946 | 1954 | 1962 |
| ---- | ---- | ---- | ---- | ---- | ---- | ---- | ---- | ---- |
| 153  | 150  | 113  | 125  | 103  | 88   | 90   | 87   | 90   |

| 1968 | 1975 | 1982 | 1990 | 1999 | 2005 | 2006 | 2010 | 2015 |
| ---- | ---- | ---- | ---- | ---- | ---- | ---- | ---- | ---- |
| 96   | 135  | 161  | 148  | 172  | 163  | 165  | 201  | 179  |

| 2020 | 2022 | - | - | - | - | - | - | - |
| ---- | ---- | - | - | - | - | - | - | - |
| 184  | 187  | - | - | - | - | - | - | - |

#### Pyramide des âges
La population de la commune est relativement jeune.
En 2018, le taux de personnes d'un âge inférieur à 30 ans s'élève à 36,4 %, soit en dessous de la moyenne départementale (37,3 %). À l'inverse, le taux de personnes d'âge supérieur à 60 ans est de 21,8 % la même année, alors qu'il est de 22,8 % au niveau départemental.
En 2018, la commune comptait 85 hommes pour 87 femmes, soit un taux de 50,58 % de femmes, légèrement inférieur au taux départemental (51,11 %).
Les pyramides des âges de la commune et du département s'établissent comme suit.
| Hommes | Classe d’âge | Femmes |
| ------ | ------------ | ------ |
| 0,0    | 90 ou +      | 1,1    |
| 1,1    | 75-89 ans    | 4,3    |
| 20,9   | 60-74 ans    | 16,1   |
| 23,1   | 45-59 ans    | 22,6   |
| 18,7   | 30-44 ans    | 19,4   |
| 13,2   | 15-29 ans    | 15,1   |
| 23,1   | 0-14 ans     | 21,5   |

| Hommes | Classe d’âge | Femmes |
| ------ | ------------ | ------ |
| 0,5    | 90 ou +      | 1,4    |
| 5,5    | 75-89 ans    | 7,6    |
| 15,6   | 60-74 ans    | 16,3   |
| 20,8   | 45-59 ans    | 20     |
| 19,4   | 30-44 ans    | 19,4   |
| 17,6   | 15-29 ans    | 16,2   |
| 20,6   | 0-14 ans     | 19,1   |

## Culture locale et patrimoine

### Lieux et monuments

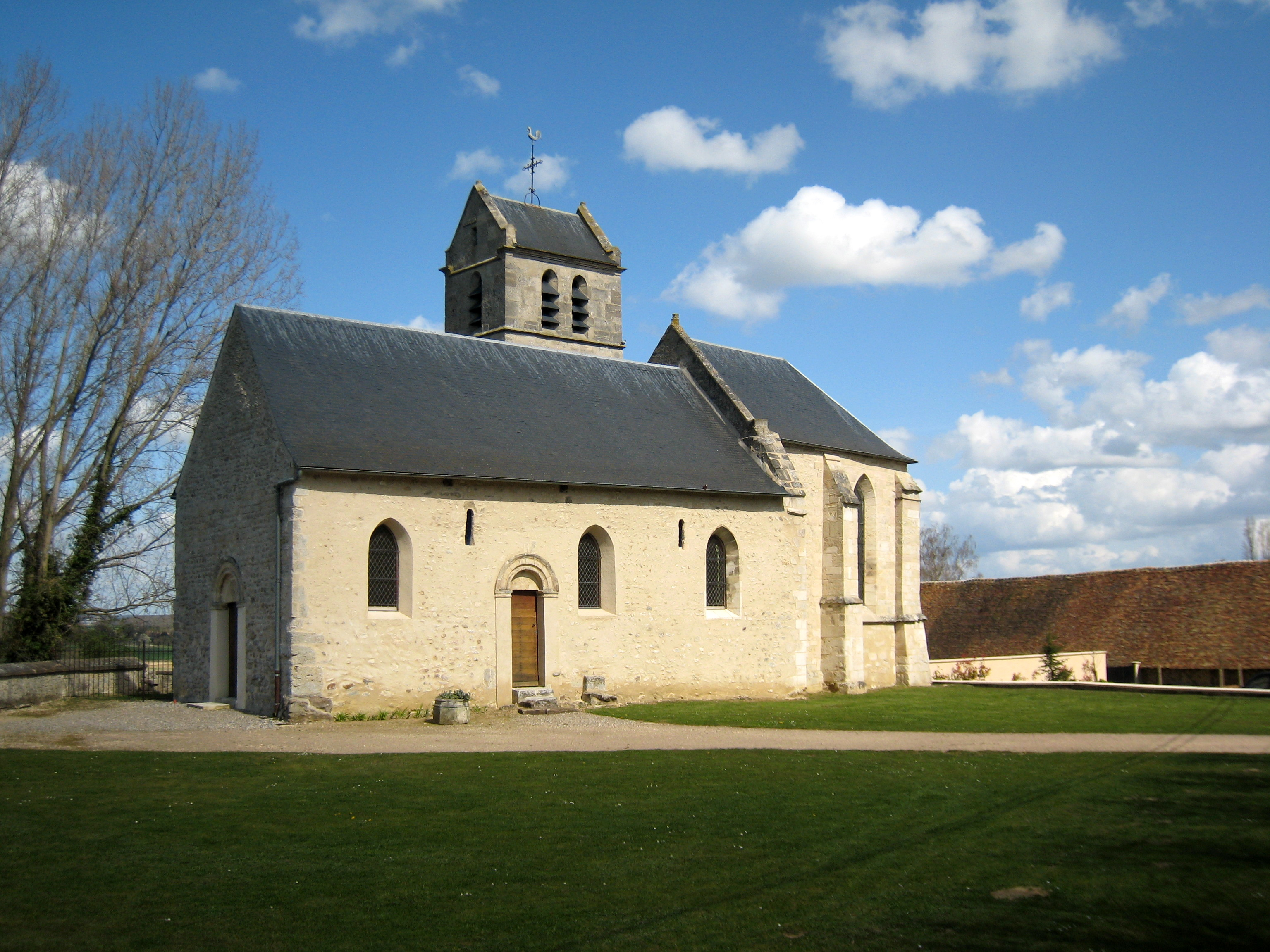
L'église Saint-Étienne.

- L'église Saint-Étienne du XIIe siècle et XVIe siècle., située en surplomb de la de la Troesne et constituée d'une nef  poursuivie d'un chœur à deux travées et à chevet plat. Le clocher jouxte par le nord le bâtiment. La nef est romane, le chœur, très élégant et de style gothique, date du XIIIe siècle. Le clocher est du XVIe siècle et son rez-de-chaussée a sans doute servi de chapelle seigneuriale.

Elle contient plusieurs objets référencés monuments historiques, dont une  Vierge à l'Enfant en pierre polychrome di XVe siècle  et un retable en bois sculpté du XVIIIe siècle,,.

## Pour approfondir